# Вера Питерс
Вера Питерс (енгл. Vera Peters; 28. април 1911 — 1. октобар 1993) била је канадска научница која се бавила онкологијом и радиологијом.
Вера је дипломирала на Универзитету у Лондону 1934. године. Године 1950. објавила је значајан рад који је по први пут показао да многи пацијенти са раном Хоџкиновом болешћу, за коју се тада сматрала неизлечивом, могли бити потпуно излечени ако се изложе јаком зрачењу.  Такође је истраживала и утицај радијације на лечење рака дојке. Њено истраживање је показало да је операција очувања дојке (лумпектомија) праћена зрачењем једнако ефикасна као и радикална мастектомија (уклањање једне или обе дојке) која има значајан утицај на живот многих жена које доживе рак дојке. 
Универзитет Јорк као и Универтитет Квинс су јој дали почасне докторате 1975. и 1983. године. Добила је и златну медаљу од стране Америчког друштва за терапијску радиологију и онкологију 1979. године.
Постала је Чланица Канадског Реда а потом је унапређена у статус Официра Канадског реда због медицинских достигнућа у Канади. 